# Girl Don't Tell Me
«Girl Don't Tell Me» es una canción escrita por Brian Wilson, quien la interpretó con el grupo estadounidense de rock The Beach Boys. Apareció en el álbum Summer Days (and Summer Nights!!) de 1965. En diciembre de 1965 la canción fue editada como cara B del sencillo "Barbara Ann".

## Grabación
La canción se grabó el 30 de abril de 1965 en United Western Recorders, y Chuck Britz fue el ingeniero de sonido. Fue una de las primeras canciones en donde Carl Wilson era el vocalista principal la primera había sido "Pom Pom Play Girl", y también es una de las primeras canciones sin los característicos coros y armonías vocales del grupo. Fue la primera sesión en la que participó Bruce Johnston, quien sería futuro miembro de The Beach Boys. La canción tiene una estructura similar a la de "Ticket to Ride" de The Beatles. De hecho, se dice que Brian pretendía enviar "Girl Don't Tell Me" a The Beatles.

## Ediciones
"Girl Don't Tell Me" se incluyó en el álbum de estudio Summer Days (and Summer Nights!!), de 1965, y luego apareció en la edición británica del recopilatorio Best of The Beach Boys Vol. 2, de 1967, en Best of The Beach Boys Vol. 3, de 1967, en Endless Summer, de 1974, y en el álbum triple Platinum Collection: Sounds of Summer Edition, de 2005.

## Componentes
The Beach Boys
- Bruce Johnston – celesta
- Brian Wilson – bajo eléctrico
- Carl Wilson – vocalista principal, guitarras
- Dennis Wilson – batería

Músicos adicionales
- Ron Swallow – pandereta